# Sunan
För andra betydelser, se Sunan (olika betydelser).
Sunan är ett autonomt härad för yugur-folket i Zhangyes stad på prefekturnivå i provinsen Gansu i nordvästra Kina. Häradet har två exklaver, dels Minghua som ligger norr om centrala Sunan, dels Huangcheng som ligger sydöst om centrala Sunan. Även Mati har en mindre exklav. 
Sunan är indelat i tre köpingar, fem socknar (varav tre etniska minoritetssocknar och två administrativa enheter på sockennivå.
Köpingar (zhen):

- Hongwansi (红湾寺镇)
- Huangcheng (皇城镇)
- Kangle (康乐镇)

Socknar (xiang):

- Dahe (大河乡)
- Minghua (明花乡)

Etniska minoritetssocknar: (zu xiang): 
- Baiyin Báiyín Mĕnggŭzú Xiāng (白银蒙古族乡) (för mongoler)
- Mati Mătí Zàngzú Xiāng (马蹄藏族乡) (för tibetaner)
- Qifeng Qífēng Zàngzú Xiāng (祁丰藏族乡) (för tibetaner)

Områden på sockennivå:
- Gansu Sheng Mianyang Yuzhong Chang fåravelsgård (甘肃省绵羊育种场)
- Zhangye Baopinghe Muchang jordbruk (张掖宝瓶河牧场)